# Альт-Дуфенштедт
Альт-Дуфенштедт (нім. Alt Duvenstedt) — громада в Німеччині, розташована в землі Шлезвіг-Гольштейн. Входить до складу району Рендсбург-Екернферде. Складова частина об'єднання громад Фокбек.
Площа — 20,43 км2. Населення становить 1889 ос. (станом на 31 грудня 2020).